# リンクアンドモチベーション
株式会社リンクアンドモチベーション（英: Link and Motivation Inc.）は、東京都中央区に本社を置く、経営コンサルティング会社。

## 概要
2013年にはベンチャー企業の上場支援を開始した。2016年には国内初の組織改善クラウドである「モチベーションクラウド」をリリース。
設立当初より、経営学・社会システム論・行動経済学・心理学を統合して考案された「モチベーションエンジニアリング」を経営コンセプトとしてきた。
基幹技術「モチベーションエンジニアリング」
設立当初より、経営学・社会システム論・行動経済学・心理学を統合して考案された、独自の基幹技術「モチベーションエンジニアリング」を開発。
事業内容
基幹技術「モチベーションエンジニアリング」を中心に、組織を対象にした「組織開発Division」、個人を対象にした「個人開発Division」、組織と個人をマッチングする「マッチングDivision」、「ベンチャーインキュベーション事業」で構成されている。
企業を対象にした「組織開発Division」は、2000年創業時から提供している「コンサル・クラウド事業」に加え、そこから派生した「イベント・メディア事業」で構成されている。社員のモチベーションを成長エンジンとする企業のことを「モチベーションカンパニー」と名付けている。
また、個人を対象にした「個人開発Division」は、2010年からスタートしており、「キャリアスクール事業」、「学習塾事業」で構成されている。これからの時代に求められる自立的・主体的に個人のキャリアを切り拓く人材を「アイカンパニー」と名付けている。
社名の由来
社名には、事業の中心テーマである「モチベーション」、そして個々人のモチベーションを組織の全体戦略に「リンク」させるという意味を込めている。
ロゴの意味
ロゴは、Link and Motivationの「L」と「M」で構成されている。「L」と「M」を構成している一本一本の線は不揃いで単独では意味を成さない存在だが、マクロで見るとしっかりと「L」と「M」を表している。これは、一本一本の線は個人、「L」と「M」は全体（組織）を表しており、「One for All, All for One」の思想を表現している。

## サービス

### クラウドサービス
2016年から国内初の組織改善クラウドサービス「モチベーションクラウド（MOTIVATION CLOUD）」をリリースし、人工知能（AI）による組織データの有効活用を行っている。
- モチベーションクラウド（MOTIVATION CLOUD）
- コミュニケーションクラウド（COMMUNICATION CLOUD）
- チームワーククラウド（TEAMWORK CLOUD）

### オウンドメディア
「コンサルティングファーム×研究所×コミュニティ」。3者のそれぞれの特徴を活かしながら、新しい意味の発信を行う「THE MEANING OF WORK」を2020年リリース。モチベーションエンジニアリング研究所・Human Resouce Committee (HRC)が運営する、組織や個人が「MEANING OF WORK (働く意味)」を再定義するプロジェクト。

## テレビ番組
- 日経スペシャル ガイアの夜明け “やる気”にさせる男たち 〜会社を元気にする方法 教えます〜（2005年4月5日、テレビ東京）[9]。
- 日経スペシャル カンブリア宮殿 「若手のやる気の引き出し方教えます！ ～伝説のカリスマ社長兄弟」（2008年4月28日、テレビ東京）- 出演：社長 小笹芳央[10]。

## 書籍

### 関連書籍
- 『キミの就職活動は間違いだらけ 脱マニュアル宣言』（著者:小笹芳央）（1992年2月29日、日本実業出版社）ISBN 9784534018472
- 『自己発見の瞬間 成功の扉をひらく27章』（著者:小笹芳央 松枝修 菅又康倫）（1997年12月20日、日本能率協会マネジメントセンター）ISBN 9784820713036
- 『戦略プロフェッショナル・ベーシック・スキル』（著者:小笹芳央）（2000年9月15日、日本能率協会マネジメントセンター）ISBN 9784820715276
- 『部下の「やる気」は上司で決まる モチベーション・クリエーターが企業の命運を握る』（著者:小笹芳央）（2001年12月15日、実業之日本社）ISBN 9784408104812
- 『モチベーション・マネジメント 最強の組織を創り出す、戦略的「やる気」の高め方』（著者:小笹芳央）（2002年12月4日、PHP研究所 PHPビジネス選書）ISBN 9784569624426
  - 『モチベーション・マネジメント 最強の組織を創り出す、戦略的「やる気」の高め方』（著者:小笹芳央）（2008年11月19日、PHP研究所 PHP文庫）ISBN 9784569671215
- 『モチベーションカンパニー 組織と個人の再生をめざすモチベーションエンジニアリングのすべて』（著者:小笹芳央）（2002年12月25日、日本能率協会マネジメントセンター）ISBN 9784820741220
- 『「アイ・カンパニー」の時代 キャリアを鍛える。モチベーションを高める。』（著者:小笹芳央 小畑重和）（2003年4月10日、中央公論新社）ISBN 9784120033742
- 『モチベーション・ストラテジー 企業と個人 企業と個人を再生させる！超活性化組織の創り方』（著者:小笹芳央）（2003年12月3日、PHP研究所 PHPビジネス選書）ISBN 9784569633213
- 『モチベーション自己革命』（著者:小笹芳央）（2003年12月20日、講談社）ISBN 9784062642248
- 『就職活動の新しい教科書 オンリーワンの人生を切り開く10のパラダイムシフト』（著者:リンクアンドモチベーション）（2005年11月15日、日本能率協会マネジメントセンター）ISBN 9784820743200
- 『モチベーション・リーダーシップ 組織を率いるための30の原則』（著者:小笹芳央）（2006年6月5日、PHP研究所 PHPビジネス新書）ISBN 9784569649764
- 『リンクアンドモチベーション流 「やる気」と「成果」が出る「最強チーム」の成功法則』（著者:山谷拓志）（2006年12月26日、東洋経済新報社）ISBN 9784492555712
- 『仕事がうまくいく自分の創り方 モチベーション革命30の法則』（著者:小笹芳央）（2006年12月27日、PHP研究所）ISBN 9784569658865
- 『引く手あまたの「売れる！社員」になる 一流人材と三流人材はここが違う』（著者:小笹芳央）（2007年7月3日、実業之日本社 実日ビジネス）ISBN 9784408106977
- 『いる社員、いらない社員 トップ人事コンサルタントが明かす』（著者:小笹芳央）（2007年8月17日、ソフトバンククリエイティブ）ISBN 9784797338874
- 『会社の品格』（著者:小笹芳央）（2007年9月30日、幻冬舎 幻冬舎新書）ISBN 9784344980532
- 『使える！モチベーション仕事術』（著者:リンクアンドモチベーション）（2007年10月1日、東洋経済新報社）ISBN 9784492532362
- 『自分のカラを破る力が湧く言葉』（著者:小笹芳央 小笹公也）（2007年12月5日、経済界）ISBN 9784766784107
- 『モチベーションエンジニアリング経営 人材流動化時代の新たな経営手法』（著者:小笹芳央 勝呂彰）（2008年1月24日、東洋経済新報社）ISBN 9784492532416
- 『なぜ、できる人から辞めていくのか？ モチベーションを左右する本当の理由』（著者:小笹芳央）（2008年5月10日、大和書房）ISBN 9784479792345
- 『自分は評価されていないと思ったら読む本』（著者:小笹芳央）（2009年12月20日、幻冬舎）ISBN 9784344017696
- 『社長と教授の「やる気！」特別講座』（著者:小笹芳央 金井壽宏）（2010年9月21日、かんき出版）ISBN 9784761267025
- 『「できる社員」になる！ あなたの「不満」を「自信」に変える法』（著者:小笹芳央）（2010年12月20日、実業之日本社）ISBN 9784408108742
- 『変化を生み出すモチベーション・マネジメント 6つのマジックで思考と行動が変わる』（著者:小笹芳央）（2011年3月22日、PHP研究所 PHPビジネス新書）ISBN 9784569795591
- 『「持ってる人」が持っている共通点 あの人はなぜ奇跡を何度も起こせるのか』（著者:小笹芳央）（2011年5月28日、幻冬舎 幻冬舎新書）ISBN 9784344982154
- 『セルフ・モチベーション 1日3分で人生が変わる』（著者:小笹芳央）（2012年3月19日、PHP研究所 PHPビジネス新書）ISBN 9784569804217
- 『海外ビジネスを変える英文会計 経営の判断力が身につく！』（著者:木幡幸弘、監修:リンクアンドモチベーショングループ・インテック・ジャパン）（2012年11月1日、エヌエヌエー/キョーハンブックス）ISBN 9784876418732
- 『なぜか評価されないあなたへ 心に刺さる耳の痛い話』（著者:小笹芳央）（2013年10月25日、日経BP社）ISBN 9784822230715
- 『お金の話にきれいごとはいらない 自分を「会社のように」経営する人生戦略』（著者:小笹芳央）（2014年7月1日、三笠書房）ISBN 9784837925491
- 『松下幸之助に学ぶモチベーション・マネジメントの真髓 ダイバーシティ時代の部下の束ね方』（著者:小笹芳央）（2017年7月1日、PHP研究所）ISBN 9784569836362
- 『本気の説教 心に刺さる耳の痛い話』（著者:小笹芳央）（2018年6月2日、日本経済新聞出版社 日経ビジネス人文庫）ISBN 9784532198572
- 『モチベーション・ドリブン 働き方改革で組織が壊れる前に』（著者:小笹芳央）（2019年3月22日、KADOKAWA）ISBN 9784046041425